# Crazy (The Kolors)
Crazy è un singolo del gruppo musicale italiano The Kolors, pubblicato il 30 giugno 2017 come secondo estratto dal terzo album in studio You.

## Video musicale
Il video musicale, diretto dai YouNuts!, duo composto da Antonio Usbergo e Niccolò Celaia, è stato pubblicato in concomitanza all'uscita del brano attraverso il canale YouTube del gruppo.

## Tracce
Testi e musiche di Antonio Stash Fiordispino, Alessandro Fiordispino, Caterina Speranza e Daniele Mona.
1. Crazy – 3:38